# Royalton, Vermont
Royalton är en kommun (town) i Windsor County i delstaten Vermont, USA. Vid folkräkningen år 2010 bodde 2 773 personer i kommunen. Den har enligt United States Census Bureau en area på totalt 106 km² varav 1,3 km² är vatten.

## Kända personer från Royalton
- Charles Durkee, politiker